# Enric Auquer
Enric Auquer Sardà (Verges, 28 agosto 1988) è un attore spagnolo.

## Biografia
L'interesse di Auquer per il mondo della recitazione è iniziato nel 2008, dopo che sua madre lo ha incoraggiato a iscriversi a una scuola di recitazione a Barcellona. Sofferente del disturbo da deficit di attenzione e in un'occasione, riferendosi alle lezioni, ha dichiarato: "Era la prima volta che mi sentivo bravo a fare qualcosa. Recitare mi ha aiutato molto". Auquer ha esordito nel 2009 recitando nel film Dieta mediterranea. Successivamente ha iniziato a esibirsi nei teatri e nel 2017 è apparso nella serie televisiva Com si fos ahir.
Nel 2019 ha recitato nel film Occhio per occhio, nel ruolo di antagonista, per questo ruolo ha ricevuto il premio come miglior attore rivelazione alla 34ª edizione dei Goya Awards, il Premios Feroz e il Premio Gaudí come miglior attore non protagonista Nello stesso anno Enric ha recitato nella serie televisiva Vida perfecta, nei panni di un giovane con disabilità che diventa padre. Nel 2021 recita nella serie di Netflix Sky Rojo, nei panni di Christian.

## Filmografia

### Cinema
- Dieta mediterranea (Dieta mediterránea), regia di Joaquin Oristrell (2009)
- Los Inocentes, regia di Carlos Alonso-Ojea, Dídac Cervera, Marta Díaz de Lope Díaz, Laura García Alonso, Eugeni Guillem, Ander Iriarte, Gerard Martí, Marc Martínez Jordán, Miguel Sánchez Marín, Rubén Montero, Arnau Pons e Marc Pujolar (2013)
- Barcelona, nit d'hivern, regia di Dani de la Orden (2015)
- Ebre, del bressol a la batalla, regia di Roman Parrado (2016)
- Framed, regia di Marc Martínez Jordán (2017)
- La filla d'algú, uno di Marcel Alcántara (2019)
- Occhio per occhio (Quien a hierro mata, a hierro muere; Who lives by the sword, dies by the sword), regia di Paco Plaza (2019)
- Un anno, una notte (Un año, una noche), regia di Isaki Lacuesta (2022)
- Il maestro che promise il mare (El maestro que prometió el mar), regia di Patricia Font (2023)
- Casa in fiamme (Casa En Llamas), regia di Dani de la Orden (2024).

### Televisione
- Kubala, Moreno y Manchón - serie TV, 5 episodi (2011-2014)
- El Crack - serie TV, 1 episodio (2014)
- Cuéntame cómo pasó - serie TV, 1 episodio (2015)
- Cites - serie TV, 2 episodi (2016)
- Com si fos ahir - serie TV, 24 episodi (2017-2019)
- Vida perfecta - serie TV, 8 episodi (2019)
- La línea invisible - serie TV, 5 episodi (2020)
- Sky Rojo - serie TV, 16 episodi (2021)

### Teatro
- In Memoriam, diretto da Lluís Pasqual, al Teatro Lliure
- Nit de Reis, diretto da Pau Carrió, al Teatro Lliure
- Natale in casa Cupiello, diretto da Oriol Brogi, alla Biblioteca de Catalunya
- Sacrificios, diretto da Iban Valero
- Titus Andrònic, diretto da Marc Angelet
- Pervertimento, diretto da Xicu Masó
- Tonio, el poeta, diretto da Oriol Brogi
- Teatro sin animales, diretto da Thomas Sauerteig
- Titus Andronicus, diretto da Pep Gatell (La Fura dels Baus)

## Riconoscimenti
- 2020 – Premio Goya[3]
  - Miglior attore rivelazione per Occhio per occhio
- 2020 – Premio Gaudí[5]
  - Miglior attore non protagonista per Occhio per occhio
- 2019 – Premios Feroz[4]
  - Miglior attore in una serie televisiva per Vida perfecta
- 2020 - Premios Feroz[4]
  - Miglior attore in un film per Occhio per occhio

## Doppiatori italiani
Nelle versioni in italiano delle opere in cui ha recitato, Enric Auquer è stato doppiato da:
- Alessio Puccio in Occhio per occhio
- Luca Mannocci in Sky Rojo
- Riccardo Scarafoni in Mano de Hierro
- Andrea Oldani in Il maestro che promise il mare